# Canterburyi szcéna
A canterburyi szcéna (vagy canterburyi hang) azon progresszív rock, avantgárd és jazz zenészek egy csoportjának meghatározására szolgáló, tágabb értelmű kifejezés, akiknek többsége Canterbury, (Kent, Anglia) város környékén tevékenykedett az 1960-as évek vége és az 1970-es évek eleje táján. Több meghatározó brit avantgárd vagy fúziós muzsikus kezdte pályafutását canterburyi együttesekben, mint például Hugh Hopper, Steve Hillage, Dave Stewart, Robert Wyatt, Kevin Ayers, Daevid Allen, Mike Ratledge, Fred Frith és Peter Blegvad. Az évek múltával – az együttesek tagságának cserélődése és új zenekarok alakulása következtében – a meghatározást a zenészek területi csoportosulása helyett inkább egy zenei stílus vagy irányzat leírására alkalmazták.

## Meghatározás
A canterburyi szcéna kifejezés szélesebb értelemben véve a muzsikusok és az összefonódott tagsággal rendelkező együttesek egy bizonyos csoportját takarta. Nem a nagyon erős zenei hasonlóság kötötte össze őket, inkább egyfajta bizarrság, a pszichedelia hatása, igencsak homályos értelmű dalszövegek, és a jazzből származó improvizáció alkalmazása voltak munkájuk közös elemei. „A 'canterburyi hang' igazi lényege a bonyolult harmóniák, a kiterjesztett improvizációk és a fülbemászó pop nóták írása iránti őszinte vágyakozás közötti feszültség.” „A legjobb canterburyi zenékben… zeneileg együgyű és zeneileg komoly dolgok kerültek egymás mellé meglehetősen szórakoztató és megnyerő módon.”
A szcénán belül változatosság volt tapasztalható, amely a pop-rocktól (mint a korai Soft Machine és sok Caravan) az avantgárd kompozíciókig (mint a korai National Health) és az improvizált jazzig (mint a késői Soft Machine vagy az In Cahoots) terjedt. Didier Malherbe, a Gong tagja, úgy határozta meg a szcénát, mint amelyben megtalálhatók „bizonyos akkordváltások, különösen a moll szekund akkordok használata, bizonyos harmonikus-kombinációk, a nagy esztétikai tisztaság és a jazzben alkalmazott improvizálástól való lényegi eltérés”.
Van egyfajta vita a szcéna létezése és definíciója körül. Dave Stewart panaszkodott az osztályozásra, mivel neki és sok más – a canterburyi szcénához kötött – zenésznek soha semmi köze nem volt Canterbury városához. A Soft Machine korábbi basszistája Hugh Hopper, aki Whitstable-ben él, közel Canterburyhez, így beszélt: „Azt hiszem, ez csak egy erőltetett címkézés, valami újságírói dolog… Engem nem zavar, de másokat igen, mint Robert Wyatt-et, aki valójában ki nem állhatja ezt az egészet, mivel ő valahol máshol született, de történetesen itt járt iskolába. Akkoriban, mikor a Wilde Flowers indult, mi nagyon keményen dolgoztunk Canterburyben. Az nem úgy volt, hogy amíg Robert és Daevid Londonba nem ment, hogy elindítsák a Soft Machine-t, addig semmi sem történt. Ők valójában nem is voltak igazi canterburyi együttes […] de ha ez az egész segít abban, hogy az emberek több zenét megértsenek és meghallgassanak, akkor rendben van.”
Hopper családja azonban a városban élt és a Wild Flowers első koncertjei közül soknak volt a helyszíne Canterbury, főleg a Beehive Club a Dover Streeten, valamint a különböző főiskolák. A műszaki főiskolán a Soft Machine kétszer is együtt játszott a Pink Floyddal, közvetlenül azelőtt és azt követően, hogy a Floyd aláírta első lemezszerződését.
Ugyancsak a közelben (a Canterbury City közigazgatási határain belül lévő Whitstable városban) volt az a ház, amelyben a Caravan hónapokig próbált, mielőtt Londonba költözött volna.

## Története
A szcéna egyik fő gyökere a Wilde Flowersből, az 1964-ben alakult együttesből ered, abból a zenekarból, amely – különböző időszakokban – otthona volt úgy a Soft Machine, mint a Caravan legtöbb alapító muzsikusának. Ezek a társulatok jó néhány későbbi együttest láttak el zenészekkel. A canterburyi hang eredete – részben – visszanyúlhat 1960-ig, mikor az ausztráliai beatnik Daevid Allen megszállt Robert Wyatt szüleinek vendégházában, Lyddenben, tíz mérföldre délre Canterburytől. Allen jazz-lemezek komoly gyűjteményét hozta magával, továbbá egy egészen új, másfajta életstílust, valamint a jazz-dobos George Niedorfot, aki később dobolni tanította Wyattet. 1963-ban, Wyatt, Allen és Hugh Hopper alakította a Daevid Allen Triót (Londonban), amely később átalakult Wilde Flowers-szé, mikor Allen Franciaországba költözött. Wyatt, Allen, Kevin Ayers (a Wilde Flowers-ből) és Mike Ratledge (aki egy alkalommal a Daevid Allen Trióval játszott) alakította a Soft Machine-t 1966-ban.
A Wilde Flowers azonban fennmaradt Pye Hastings vezetésével, akihez gyakran csatlakozott bátyja Jimmy is (ő egyébként akkor vendégeskedett úgy a Wild Flowersben, mint a Caravanben, mikor jazz-muzsikusi elfoglaltsága ezt lehetővé tette). Ebből a második Wilde Flowers inkarnációból született meg a progresszív rockot játszó Caravan a következő induló felállással: Pye Hastings (ének, gitár), Richard (basszus) és David (billentyűsök) Sinclair, valamint Richard Coughlan (dobok).
Ugyancsak korai kulcs-együttesek voltak még a Delivery és az Egg, melyek tagjai az 1971-es évek elején csapódtak a canterburyi szcénához. Például Phil Miller a Deliveryből alapította a Matching Mole-t és a Hatfield and the Northot, utóbbit Dave Stewarttal az Eggből. Később mindketten játszottak a National Healthben, míg Steve Hillage, aki otthagyta a canterburyi University of Kentet, együtt muzsikált az Egg tagjaival egy korábbi együttesben, a Urielben, majd később a Gongban volt Allennel.
A canterburyi szcénát azon muzsikusok csoportjáról ismerjük, akik gyakran cserélődtek különböző canterburyi együttesekben. Richard Sinclair például – karrierjének különböző állomásain – megfordult a Wilde Flowersben, a Camelben, a Caravanban, a Hatfield and the Northban és – rövid ideig – a Gilgameshben, valamint játszott a National Healthben is. Unokatestvére, Dave Sinclair volt a Caravanban, a Camelben, a Matching Mole-ban és – átmenetileg – a Hatfield and the Northban. Robert Wyatt tagja volt a Wilde Flowersnek, a Soft Machine-nek, a Matching Mole-nak és szólistaként is működött. Pip Pyle a Delivery, a Gong, a Hatfield and the North, a National Health, a Soft Heap és az In Cahoots tagja volt. Hugh Hopper játszott a Soft Machine-ben, az Isotope-ban, a Stomu Yamash'Ta's Band-ben, a Soft Heapben, az In Cahootsban sőt, Pyle és Allen társaságában, a Brainville-ben és a Hughscore-ban is, valamint dolgozott számos saját együttesben és szóló projektben, de zenélt olyan, nem canterburyi együttesekben is, mint például a Bone.
Egyéb zenészeknek csak felszines kapcsolataik voltak a szcénával. Ilyenek voltak: Mike Oldfield (aki játszott a Kevin Ayers' Bandben), Bill Bruford (rövid ideig dobolt a Gongban és a National Healthben és együtt játszott Dave Stewarttal saját késői 1970-es együttesében, a Brufordban), Allan Holdsworth (aki dolgozott a Soft Machine-nel és a Gonggal ezek jazz rock periódusában, valamint játszott a Bruford együttesben), Andy Summers (aki rövid ideig a Soft Machine tagja volt és dolgozott Kevin Ayersszel is).

## Alkotók
| Együttesek Öt együttes volt a canterburyi szcéna középpontjában: - Soft Machine - Caravan - Gong - Hatfield and the North - National Health Egyéb együttesek: - Camel - Caravan of Dreams - Comus - Delivery - Egg - Gilgamesh - Henry Cow - In Cahoots - Isotope - Khan - Matching Mole - Mashu - Mirage - The Polite Force - Quiet Sun - Soft Heap - Short Wave - The Wilde Flowers Lemezkiadók - Burning Shed - Cuneiform Records - Recommended Records - Virgin Records - Caroline Records - Columbia Records (Soft Machine) - Harvest Records (az EMI márkajele) - Vertigo Records - Voiceprint Records | Zenészek - Daevid Allen (Soft Machine, Gong, Brainville) - Kevin Ayers (Wilde Flowers, Soft Machine, Gong) - Mont Campbell (Uriel, Egg, Arzachel, National Health) - Lindsay Cooper (Henry Cow, Feminist Improvising Group, Mike Oldfield, National Health, Mike Westbrook Orchestra, News from Babel) - Lol Coxhill (Delivery, Kevin Ayers & The Whole World) - Chris Cutler (Ottawa Music Company, Henry Cow, Art Bears, News from Babel, Peter Blegvad Trio) - Elton Dean (Keith Tippett Sextet, Soft Machine, Just Us, Centipede, Soft Heap/Soft Head, In Cahoots, Pip Pyle's Equip'Out) - Fred Frith (Henry Cow, Art Bears) - Alan Gowen (Gilgamesh, National Health, Soft Heap/Soft Head) - John Greaves (Henry Cow, National Health, Soft Heap, Peter Blegvad Trio) - Jimmy Hastings (Caravan, Caravan of Dreams, Hatfield and the North, National Health, Soft Machine) - Mark Hewins (Sinclair and the South, The Polite Force, Soft Heap, Gong, Mashu, Caravan of Dreams) - Steve Hillage (Uriel, Arzachel, Khan, Kevin Ayers, Gong, System 7) - Tim Hodgkinson (Henry Cow) - Allan Holdsworth (Soft Machine, Gong, Bruford, UK) - Hugh Hopper (Wilde Flowers, Soft Machine, Isotope, Soft Heap/Soft Head, In Cahoots, Pip Pyle's Equip'Out) - Karl Jenkins (Nucleus, Soft Machine, Adiemus) - Geoff Leigh (Henry Cow, The Black Sheep) - Phil Miller (Delivery, Matching Mole, Hatfield and the North, National Health, In Cahoots, Richard Sinclair Band, Hugh Hopper Band) - Pierre Moerlen (Gong, Mike Oldfield Band, Gongzilla) - François Ovide (John Greaves Group) - Pip Pyle (Delivery, Gong, Hatfield and the North, National Health, Soft Heap, In Cahoots, Pip Pyle's Equip'Out, John Greaves Band, Hugh Hopper Band) - Mike Ratledge (Soft Machine, Adiemus) - Geoff Richardson (Spirogyra, Caravan) - David Sinclair (Wilde Flowers, Caravan, Matching Mole, Hatfield and the North, The Polite Force, Camel) - Richard Sinclair (Wilde Flowers, Caravan, Delivery, Hatfield and the North, Sinclair and the South, Camel, In Cahoots, Caravan of Dreams) - Gilli Smyth (Gong) - Dave Stewart (Uriel, Egg, Arzachel, Ottawa Music Company, Khan, Hatfield and the North, Gong, National Health, Bruford, Rapid Eye Movement) - Andy Ward (Camel, Marillion, Caravan of Dreams, Mirage) - Robert Wyatt (Wilde Flowers, Soft Machine, Matching Mole) |

## Fordítás
- Ez a szócikk részben vagy egészben  a   Canterbury scene című angol Wikipédia-szócikk ezen változatának fordításán alapul.  Az eredeti cikk szerkesztőit annak laptörténete sorolja fel. Ez a jelzés csupán a megfogalmazás eredetét és a szerzői jogokat jelzi, nem szolgál a cikkben szereplő információk forrásmegjelöléseként.